# دریاچه کادو
دریاچه کادو (به انگلیسی: Caddo Lake) یک فیلم آمریکایی در ژانر هیجان انگیز به نویسندگی و کارگردانی سلین هلد و لوگان جورج است. بازیگران نقش شاخص این فیلم دیلان اوبراین و الیزا اسکنلن می‌باشند. ام. نایت شاملان از راه بنر بیلدینگ ادج پیکچرز به عنوان تهیه‌کننده فعالیت می‌کند.

## مقدمه
الی به همراه مادر، ناپدری و خواهر ناتنی‌اش در نزدیکی دریاچه کادو، در لوئیزیانا تگزاس زندگی می‌کنند. آنا، خواهر ناتنی ۸ ساله الی، یک شب در نزدیکی دریاچه ناپدید می شود. پس از گم شدن اسرارآمیز آنا، ارتباط میان مرگ‌ها و گم شدن‌های پیشین در دریاچه کدو آغاز می‌گردد.

## بازیگران
- دیلن اوبرایان در نقش Paris
- الیزا اسکانلن در نقش Ellie
- لورن آمبروز در نقش Celeste
- اریک لانگه در نقش Daniel
- سم هنینگز در نقش Ben
- کارولین فالک Anna
- دایانا هاپر در نقش Cee
- دیوید مالدونادو در نقش Sheriff Mark Tanner
- ژول هیلیلو فرناندز در نقش Claire
- لنس ای. نیکولز در نقش DR. Mitchell
- زدریک تینسلی در نقش Zed
- جینا لیمبریک در نقش Paris's Mom

## تولید
ناپدید شدن در دریاچه کادو یک فیلم هیجان انگیز به نویسندگی و کارگردانی دو فیلمساز سلین هلد و لوگان جورج می‌باشد. که در ماه آگوست ۲۰۲۱، دیلن اوبراین و الیزا اسکنلن در حال مذاکره برای نقش آفرینی در این فیلم بودند، و یک تماس بازیگری انتشار پیدا کرد که نشان می‌داد ام. نایت شامالان تحت برچسب تولید خود یعنی بیلدینگ ادج پیکچرز تولید می‌کند. تا ماه اکتبر ۲۰۲۱، اوبراین و اسکنلن قرار بود نقش آفرینی کنند و لورن امبروز، اریک لنگ، سام هنینگ و دایانا هاپر به بازیگران اضافه شدند و فیلمبرداری از تاریخ ۴ اکتبر در شریوپورت، لوئیزیانا شروع شد. هلد و جورج به دنبال وسایل نقلیه مربوط به دوره ۱۹۹۸–۲۰۰۴ از مردم بومی بودند تا حسی واقعی را در جامعه داستان تشکیل دهند. و بدین ترتیب در روز ۱۸ نوامبر ۲۰۲۱ به پایان رسید.